# Ulla Pia
Ulla Pia Nielsen, mest känd enbart som Ulla Pia, född 17 februari 1945 i Köpenhamn, död 22 augusti 2020 i Gammel Holte i Rudersdal, var en dansk pop- och jazzsångerska.

## Biografi
Ulla Pia Nielsen växte upp i stadsdelen Islands Brygge i Köpenhamn. Hon blev antagen till Court Helmers barn- och ungdomsteater, Solby Scenen, då hon var åtta år gammal. Hennes karriär började med en statistroll som körsångare i den sista ”Far til fire”-filmen från 1961. Samma år fick hon en mindre roll i filmen "Ullabella". Hennes sångdebut var som solist vid ett framträdande i Sønderborg 1961 tillsammans med Ib Renards orkester. Därefter kom hon att uppträda med flera framträdande orkesterledare som Harry Felbert, Otto Franckner, Finn Ziegler, Arne Lamberth och Finn Kræfting. Hon kom dessutom själv att bilda en jazzorkester tillsammans med Tom Wilke, Svend Erik Nørregaard och John Götz. De spelade huvudsakligen på La Fontaine i Köpenhamn.
Nielsens stora genombrott kom i samband med att hon vann Dansk Melodi Grand Prix 1966 med låten Stop mens legen er go. Hon fick därmed representera Danmark i Eurovision Song Contest, som hölls i Luxemburg det året. Hon slutade fjortondeplats (av totalt 17 bidrag) med fyra poäng. Hennes största framgångar som artist kom dock först 1968, då hon fick sin första hit på Dansktoppen med låten Sommeren det hændte. Under de därpå följande åren fick hon flera hits, däribland Ta det let, ta det blidt, Flower Power tøj, Karneval i Caracas, Lykken kommer, lykken går, Karina, Bade med og uden, Jorden drejer stadig rundt och Der er lang lang vej til Barbados. Hon försökte lansera sig på den tyska musikmarknaden under artistnamnet Ulla Björn, dock utan större framgångar. Hon fick däremot en hit med låten Eine Rose macht doch keinen Kavalier i Süddeutsche Rundfunks hitlista 1967.
Utöver sången medverkade Nielsen även i filmerna "Peters Landlov" (i huvudrollen) från 1963, "Den gale dansker" och "Vægteren", båda från 1969. Hon medverkade även i en handfull revyer, däribland i 1967 års A.B.C.-revy, i Dirch Passers revyturné 1969 och under en show från 1973 tillsammans med komikern Dario Campeotto. Hon gjorde sig även ett namn på modescenen, då hon var den mest framträdande modellen i Jørgen Fritzes modeshower.
Ulla Pia Nielsen övergav sångkarriären 1979 efter en längre tids sjukdom och uppträdde därefter endast sporadiskt. Hon tilldelades en hedersguldplatta av sitt skivbolag, EMI, 1980. Hon gav ut sin självbiografi 1995 under titeln ”Frihed er det bedste guld”.